# Warwick Davis
Warwick Ashley Davis (Epsom, 3 febbraio 1970) è un attore, conduttore televisivo e comico britannico.

## Biografia
È noto per aver interpretato Willow in Willow, Wicket W. Warrick ne Il ritorno dello Jedi, Filius Vitious e Unci-Unci nei film della saga di Harry Potter, il protagonista in Leprechaun e nei suoi sequel, il nano Sabato (color Indaco) in La vera storia di Biancaneve, Marvin l'androide paranoico in Guida galattica per autostoppisti ed appare in un cameo nel film Ray interpretando la parte di Oberon.
Alto 107 centimetri a causa della displasia spondiloepifisaria congenita, nel 1991 sposa l'attrice Samantha D. Burroughs, a sua volta affetta da nanismo ma dovuto all’acondroplasia. I due si erano conosciuti nel set del film Willow. Dal matrimonio nascono quattro figli: Lloyd e George, morti subito dopo la nascita nel 1991, Annabelle, nata nel 1997 e Harrison, nato nel 2003. Burroughs è deceduta nel 2024.

## Filmografia

### Cinema
- Il ritorno dello Jedi (Return of the Jedi), regia di Richard Marquand (1983)
- Labyrinth - Dove tutto è possibile (Labyrinth), regia di Jim Henson (1986)
- Willow, regia di Ron Howard (1988)
- The Princess and the Dwarf, regia di Mary Grace-Phelan (1989)
- Leprechaun, regia di Mark Jones (1993)
- Leprechaun 2, regia di Rodman Flender (1994)
- Leprechaun 3, regia di Brian Trenchard-Smith (1995)
- Leprechaun 4 - Nello spazio (Leprechaun 4: In Space), regia di Brian Trenchard-Smith (1997)
- Il mistero del principe Valiant (Prince Valiant), regia di Anthony Hickox (1997)
- Elfy Elf - Chi trova un amico trova un tesoro (A Very Unlucky Leprechaun), regia di Brian Kelly (1998)
- Star Wars: Episodio I - La minaccia fantasma (Star Wars Episode I: The Phantom Menace), regia di George Lucas (1999)
- Il mondo è magia - Le nuove avventure di Pinocchio (The New Adventures of Pinocchio), regia di Michael Anderson (1999)
- Un folletto per amico (The White Pony), regia di  Brian Kelly (1999)
- Leprechaun 5 (Leprechaun: In the Hood), regia di Rob Spera (2000) – direct-to-video
- Harry Potter e la pietra filosofale (Harry Potter and the Philosopher's Stone), regia di Chris Columbus (2001)
- Al's Lads, regia di Richard Standeven (2002)
- Harry Potter e la camera dei segreti (Harry Potter and the Chamber of Secrets), regia di Chris Columbus (2002)
- Leprechaun 6 - Ritorno nel ghetto (Leprechaun: Back 2 tha Hood), regia di Steven Ayrmolooi (2003) – direct-to-video
- Scannati vivi (Skinned Deep), regia di Gabriel Bartalos (2004)
- Harry Potter e il prigioniero di Azkaban (Harry Potter and the Prisoner of Azkaban), regia di Alfonso Cuarón (2004)
- Ray, regia di Taylor Hackford (2004)
- Guida galattica per autostoppisti (The Hitchhiker's Guide to the Galaxy), regia di Garth Jennings (2005)
- Harry Potter e il calice di fuoco (Harry Potter and the Goblet of Fire), regia di Mike Newell (2005)
- Small Town - La città della morte (Small Town Folk), regia di Peter Stanley-Ward (2007)
- Harry Potter e l'Ordine della Fenice (Harry Potter and the Order of the Phoneix), regia di David Yates (2007)
- Agent One-Half, regia di Brian Bero (2008)
- Le cronache di Narnia - Il principe Caspian (The Chronicles of Narnia: Prince Caspian), regia di Andrew Adamson (2008)
- Harry Potter e il principe mezzosangue (Harry Potter and the Half-Blood Prince), regia di David Yates (2009)
- Harry Potter e i Doni della Morte - Parte 1 (Harry Potter and the Deathly Hallows: Part 1), regia di David Yates (2010)
- Harry Potter e i Doni della Morte - Parte 2 (Harry Potter and the Deathly Hallows: Part 2), regia di David Yates (2011)
- Il cacciatore di giganti (Jack the Giant Slayer), regia di Bryan Singer (2013)
- Saint Bernard, regia di Gabriel Bartalos (2013)
- S.O.S. Natale (Get Santa), regia di Christopher Smith (2014)
- Star Wars - Il risveglio della Forza (Star Wars: The Force Awakens), regia di J. J. Abrams (2015)
- Rogue One: A Star Wars Story, regia di Gareth Edwards (2016)
- Star Wars - Gli ultimi Jedi (Star Wars: The Last Jedi), regia di Rian Johnson (2017)
- Solo: A Star Wars Story, regia di Ron Howard (2018)
- Maleficent - Signora del male (Maleficent: Mistress of Evil), regia di Joachim Rønning (2019)
- Star Wars - L'ascesa di Skywalker (Star Wars: The Rise of Skywalker), regia di J. J. Abrams (2019)

### Televisione
- L'avventura degli Ewoks (The Ewok Adventure), regia di John Korty – film TV (1984)
- Il ritorno degli Ewoks (Ewoks: The Battle for Endor), regia di Jim Wheat e Ken Wheat – film TV (1985)
- Le cronache di Narnia (The Chronicles of Narnia) – serie TV, 9 episodi (1989-1990)
- Zorro – serie TV, episodio 2x20 (1991)
- I viaggi di Gulliver (Gulliver's Travels), regia di Charles Sturridge – miniserie TV (1996)
- The Fast Show – serie TV, episodio 3x08 (1997)
- Il magico regno delle favole (The 10th Kingdom) – serie TV, 4 episodi (2000)
- Murder Rooms. Gli oscuri inizi di Sherlock Holmes (Murder Rooms: Mysteries of the Real Sherlock Holmes) – serie TV, episodio 1x03 (2001)
- La vera storia di Biancaneve (Snow White), regia di Caroline Thompson – film TV (2001)
- Dr. Terrible's House of Horrible – serie TV, episodio 1x06 (2001)
- Carrie & Barry – serie TV, episodio 1x05 (2004)
- Comedy Lab – serie TV, episodio 8x04 (2006)
- Extras – serie TV, episodio 2x03 (2006)
- M.I. High - Scuola di spie (M.I. High) – serie TV, episodio 3x11 (2008)
- Merlin – serie TV, episodio 3x08 (2010)
- Dick and Dom's Funny Business – serie TV, episodio 1x03 (2011)
- Life's Too Short – serie TV, 7 episodi (2011)
- Doctor Who – serie TV, episodio 7x12 (2013)
- Willow – serie TV, 8 episodi (2022-in corso)

### Doppiatore
- Star Wars Rebels – serie animata, 6 episodi (2017-2018)

## Programmi televisivi
- Scemo di viaggio (An Idiot Abroad) - documentario, 4 puntate (2014)
- Weekend Escapes with Warwick Davis - programma TV, 12 puntate (2014-2015) - presentatore
- Celebrity Squares - programma tv, 14 puntate (2014-2015) - presentatore
- The One Show - programma tv, 1 puntata (2015) - presentatore
- Fantastic Beasts and J.K. Rowling's Wizarding World - speciale TV (2016) - presentatore
- Tenable - programma tv, 80 puntate (2016-in corso) - presentatore
- Comic Relief - programma TV (2017) - presentatore

## Doppiatori italiani
Nelle versioni in italiano delle opere in cui ha recitato, Warwick Davis è stato doppiato da:
- Vittorio Stagni in Harry Potter e la pietra filosofale, Harry Potter e il calice di fuoco, Harry Potter e l'Ordine della Fenice, Leprechaun 6 - Ritorno nel ghetto, Harry Potter e il Principe mezzosangue, Harry Potter e i Doni della Morte - Parte 2
- Luigi Ferraro in Leprechaun 2, Leprechaun 3, Leprechaun 4 - Nello spazio, Leprechaun 5
- Franco Mannella in Ray, Le cronache di Narnia - Il principe Caspian, Il cacciatore di giganti, Willow (serie TV)
- Mario Scaletta in Harry Potter e i Doni della Morte - Parte 1, Harry Potter e i Doni della Morte - Parte 2 (Unci-Unci)
- Gaetano Varcasia in Willow (film)
- Enzo Avolio in Zorro
- Massimo Giuliani in Leprechaun
- Sergio Luzi ne Il mistero del principe Valiant
- Mimmo Strati ne Il mondo è magia - Le nuove avventure di Pinocchio
- Roberto Draghetti ne Il magico regno delle favole
- Sandro Pellegrini in Harry Potter e la pietra filosofale (cassiere della Gringott)
- Stefano Onofri in Murder Rooms
- Pino Ammendola in La vera storia di Biancaneve
- Davide Lepore in Scannati vivi
- Luca Dal Fabbro in Merlin
- Alberto Bognanni in Life's too short
- Ambrogio Colombo in Doctor Who
- Dimitri Winter in Solo: A Star Wars Story
- Gerolamo Alchieri in Maleficent - Signora del male

Da doppiatore è sostituito da:
- Francesco De Francesco in Star Wars Rebels